# Bambus

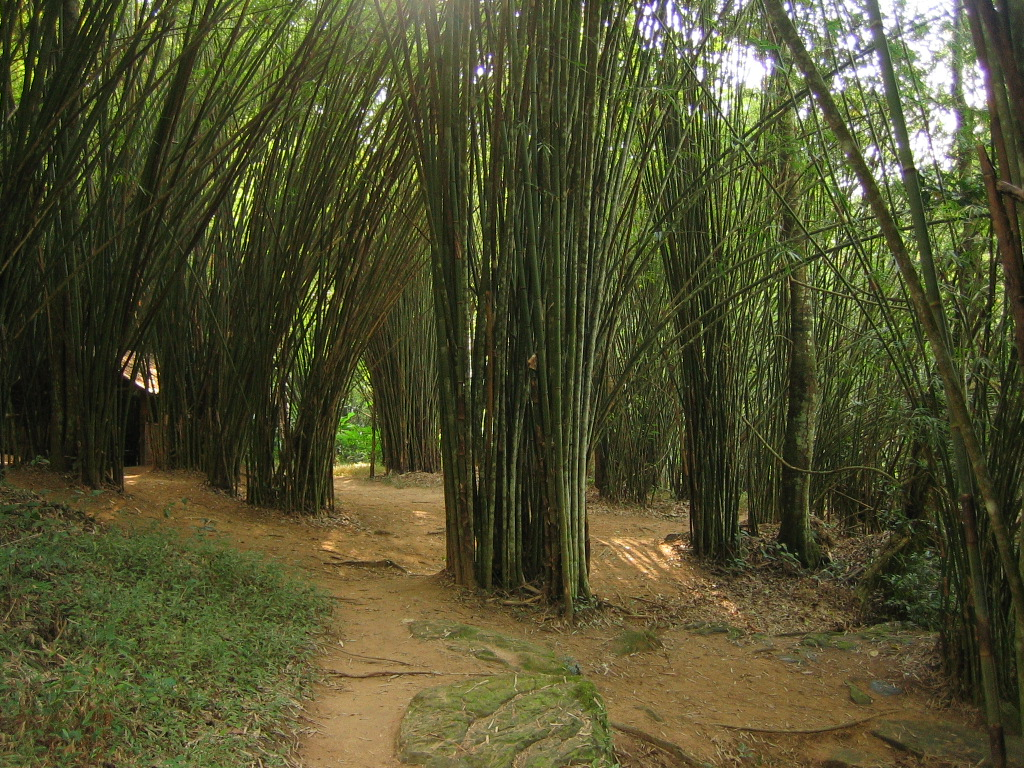
Zarośla bambusowe

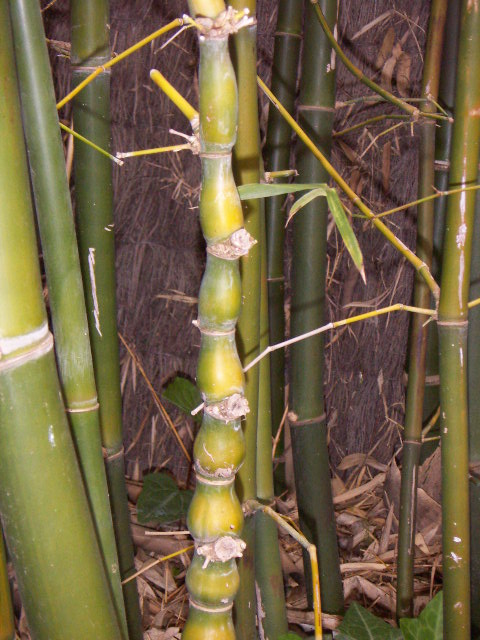
Bambusa ventricosa

Bambus (Bambusa Shreb.) – rodzaj roślin wieloletnich o drewniejących łodygach, należący do rodziny wiechlinowatych. Stanowi jeden z kilkudziesięciu rodzajów zwyczajowo określanych mianem „bambusów”, wchodzących w skład podrodziny bambusowych (Bambusoideae). Rodzaj liczy ok. 130 gatunków występujących w tropikalnej i subtropikalnej części Azji, poza tym niektóre gatunki są szeroko rozpowszechnione w uprawie. 

## Morfologia
Rośliny drewniejące o pędach wzniesionych lub wspinających się i przewisających, o pokroju krzewiastym lub nawet drzewiastym i wysokości od 1 do 20 m. Może być drzewiasty, płożący się, kępiasty bądź krzewiasty. Odgałęzienia boczne od kilku do wielu, przy czym dominujących pędów jest zwykle od 1 do 3. Pochwy liściowe odpadające, czasem trwałe. Liście zwykle wyprostowane, różnych rozmiarów. Kwiaty zebrane w silnie rozgałęziony kwiatostan.

## Systematyka
Synonimy
Arundarbor Kuntze, 
Bambos Retz., 
Bambus J. F. Gmel., 
Dendrocalamopsis (L. C. Chia & H. L. Fung) Q. H. Dai & X. L. Tao, 
Ischurochloa Büse, 
Leleba Nakai, 
Lingnania McClure, 
Tetragonocalamus Nakai.
Pozycja systematyczna według APweb (aktualizowany system APG III z 2009)
Rodzaj należący do rodziny wiechlinowatych (Poaceae), rzędu wiechlinowców (Poales). W obrębie rodziny należy do podrodziny bambusowe (Bambusoideae), plemienia Bambuseae.
Pozycja w systemie Reveala (1994–1999)
Gromada okrytonasienne (Magnoliophyta Cronquist), podgromada Magnoliophytina Frohne & U. Jensen ex Reveal, klasa jednoliścienne (Liliopsida Brongn.), podklasa komelinowe (Commelinidae Takht.), nadrząd Juncanae Takht., rząd wiechlinowce (Poales Small), rodzina wiechlinowate (Poaceae (R. Br.) Barnh.) podrodzina bambusowe (Bambusoideae Luerss.), plemię bambusowe (Bambuseae Kunth ex Dumort.), podplemię Bambusinae C. Presl., rodzaj bambus (Bambusa Schreb.).
Gatunki (wybór)
Aktualnie w rodzaju bambus wyróżnia się 146 gatunków. Jednak w literaturze naukowej wiele gatunków z rodziny wiechlinowatych zaliczano niegdyś do rodzaju bambusa. Ogółem nazw  gatunkowych zaczynających się od nazwy rodzajowej bambusa, a obecnie nazywanych inaczej, jest ponad 300. 
Lista gatunków:

- Bambusa  affinis
- Bambusa  albolineata
- Bambusa  alemtemshii
- Bambusa  amplexicaulis
- Bambusa  angustiaurita
- Bambusa  angustissima
- Bambusa  arnhemica
- Bambusa  assamica
- Bambusa  aurinuda
- Bambusa  australis
- Bambusa  balcooa
- Bambusa  bambos (bambus trzcinowaty)
- Bambusa  barpatharica
- Bambusa  basihirsuta
- Bambusa  basihirsutoides
- Bambusa  basisolida
- Bambusa  beecheyana
- Bambusa  bicicatricata
- Bambusa  binghamii
- Bambusa  boniopsis
- Bambusa  brevispicula
- Bambusa  brunneoaciculia
- Bambusa  burmanica
- Bambusa  cacharensis
- Bambusa  cerosissima
- Bambusa  chungii
- Bambusa  chunii
- Bambusa  clavata
- Bambusa  comillensis
- Bambusa  concava
- Bambusa  contracta
- Bambusa  copelandii
- Bambusa  corniculata
- Bambusa  cornigera
- Bambusa  crispiaurita
- Bambusa  dampaeana
- Bambusa  diaoluoshanensis
- Bambusa  dissimulator
- Bambusa  distegia
- Bambusa  dolichoclada
- Bambusa  duriuscula
- Bambusa  emeiensis
- Bambusa  eutuldoides
- Bambusa  farinacea
- Bambusa  fimbriligulata
- Bambusa  flexuosa
- Bambusa  fruticosa
- Bambusa  funghomii
- Bambusa  garuchokua
- Bambusa  gibba
- Bambusa  gibboides
- Bambusa  glabrovagina
- Bambusa  glaucophylla
- Bambusa  grandis
- Bambusa  griffithiana
- Bambusa  guangxiensis
- Bambusa  hainanensis
- Bambusa  heterostachya
- Bambusa  horsfieldii
- Bambusa  indigena
- Bambusa  insularis
- Bambusa  intermedia
- Bambusa  jacobsii
- Bambusa  jaintiana
- Bambusa  khasiana
- Bambusa  kingiana
- Bambusa  lako
- Bambusa  lapidea
- Bambusa  latideltata
- Bambusa  laxa
- Bambusa  lenta
- Bambusa  longipalea
- Bambusa  longispiculata
- Bambusa  macrolemma
- Bambusa  macrotis
- Bambusa  maculata
- Bambusa  majumdarii
- Bambusa  malingensis
- Bambusa  manipureana
- Bambusa  marginata
- Bambusa  merrillii
- Bambusa  microcephala
- Bambusa  mizorameana
- Bambusa  mohanramii
- Bambusa  mollis
- Bambusa  multiplex
- Bambusa  mutabilis
- Bambusa  nagalandiana
- Bambusa  nairiana
- Bambusa  nepalensis
- Bambusa  nutans
- Bambusa  odashimae
- Bambusa  oldhamii
- Bambusa  oliveriana
- Bambusa  ooh
- Bambusa  pachinensis
- Bambusa  pallida
- Bambusa  papillata
- Bambusa  papillatoides
- Bambusa  pervariabilis
- Bambusa  pierreana
- Bambusa  piscatorum
- Bambusa  polymorpha
- Bambusa  procera
- Bambusa  prominens
- Bambusa  ramispinosa
- Bambusa  rangaensis
- Bambusa  rectocuneata
- Bambusa  remotiflora
- Bambusa  riauensis
- Bambusa  rigida
- Bambusa  riparia
- Bambusa  rongchengensis
- Bambusa  rugata
- Bambusa  rutila
- Bambusa  salarkhanii
- Bambusa  schizostachyoides
- Bambusa  semitecta
- Bambusa  sesquiflora
- Bambusa  sinospinosa
- Bambusa  solida
- Bambusa  solomonensis
- Bambusa  spinosa
- Bambusa  stenoaurita
- Bambusa  subaequalis
- Bambusa  subtruncata
- Bambusa  surrecta
- Bambusa  tabacaria
- Bambusa  teres
- Bambusa  textilis
- Bambusa  transvenula
- Bambusa  truncata
- Bambusa  tsangii
- Bambusa  tulda
- Bambusa  tuldoides
- Bambusa  utilis
- Bambusa  valida
- Bambusa  variostriata
- Bambusa  ventricosa
- Bambusa  villosula
- Bambusa  vinhphuensis
- Bambusa  viridis
- Bambusa  vulgaris  (bambus zwyczajny)
- Bambusa  wenchouensis
- Bambusa  xiashanensis
- Bambusa  xueana

## Zastosowanie
- Lekki i wytrzymały materiał budowlany, stolarski, galanteryjny, wykorzystywany do wyrobu desek do krojenia żywności, na plecionki, czy do wyrobu parkietów, łuków i fletów.
- Stosowany do wyrobu wędzisk (wędek) do połowu ryb, zarówno prostych i tanich z jednego pędu, jak i wyrafinowanych konstrukcji klejonych.
- W Polsce są wykorzystywane do formowania żywopłotów, sprawdzają się jako ekrany przy ruchliwej drodze skutecznie tłumiąc hałas dochodzący z ulicy.
- W akwarystyce stosowane do formowania kryjówek.
- Młode pędy są jadalne, z ziaren można robić chleb.